# انسان امروزی اولیه

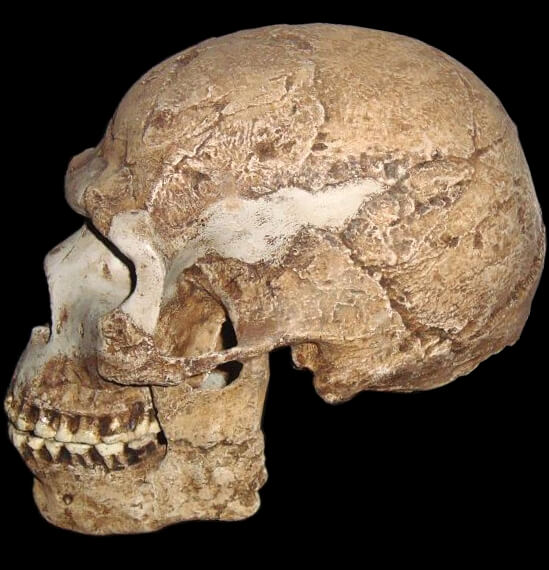
جمجمه ۱۰۰ تا ۸۰ هزار ساله از فلسطین

انسان مدرن اولیه یا انسانِ از نظر آناتومیک امروزی اصطلاحاتی‌اند که برای تمایز قائل شدن میان انسان خردمند (تنها گونه موجود جنوبی کپی‌آسا) از گونه‌های منقرض‌شده انسان باستانی به کار می‌روند که از نظر آناتومیکی با طیف فنوتیپ‌های انسان معاصر مطابقت دارد.

## آناتومی
بقایای باستان‌شناختی انسان‌های امروزی (از نظر آناتومی) در اروپا و آفریقا، به‌طور مستقیم در ۲۰۱۳ تاریخ‌گذاری شده‌اند.
به‌طور کلی، انسان‌های امروزی نسبت به انسان‌های باستانی «تنومندتر» و سبک‌تر (یا «لاغرتر») هستند. انسان معاصر تنوع بالایی در بسیاری از صفات فیزیولوژیک و مقاومت قابل‌توجهی از خود نشان می‌دهد. ویژگی‌های فیزیولوژیک متعددی فیزیولوژی نئاندرتال‌ها را از انسان‌های امروزی متمایز می‌سازد.

### از نظر آناتومی امروزی
اصطلاح «انسان از نظر آناتومیک امروزی» بسته به زمینه با دامنه‌های متفاوتی برای تمایز قائل شدن میان انسان‌های باستانی مانند نئاندرتال‌ها و انسان‌تبارهای دوره پارینه سنگی میانی و با ویژگی‌های انتقالی بین راست‌قامتان، نئاندرتال‌ها و انسان از نظر آناتومیک امروزی اولیه استفاده می‌شود.

### آناتومی جمجمه
جمجمه فاقد برآمدگی استخوان پس‌سری در بخش گردن است، هدف از این برآمدگی محکم ساختن عضلات گردن نئاندرتال است. انسان‌های امروزی، حتی در نسل‌های اولیه، عموماً مغز پیشین بزرگ‌تری نسبت به انسان باستانی دارند، به طوری که مغز به جای پشت چشم‌ها، در بالای آنها قرار می‌گیرد. نتیجه آن معمولاً پیشانی بالاتر و برآمدگی ابرو کمتر است. با این حال، انسان‌های امروزی اولیه و برخی از انسان‌های معاصر دارای برجستگیِ ابروی کاملاً مشخصی هستند اما با شکل باستانی آن متفاوت است که با داشتن سوراخ یا بریدگی در بالای حدقه چشم شیاری را تشکیل می‌داد.

### آناتومی فک
در مقایسه با انسان باستانی، انسان امروزی از نظر آناتومی دارای دندان‌هایی متفاوت و کوچک‌تر است. نتیجه آن دندان‌های کوچکتر و عقب‌رفته‌است که خط فک و چانه را برجسته‌تر نشان می‌دهد. بخش مرکزی آرواره زیرین که چانه را تشکیل می‌دهد، دارای ناحیه‌ای مثلثی شکل در راس چانه به نام مثلث مغزی است که در انسان‌های باستانی وجود نداشت. در جمعیت انسان معاصر استفاده از آتش و ابزار به عضلات فک کمتری نیاز دارد و نتیجه آن آرواره‌هایی ظریف‌تر است. در مقایسه با انسان باستانی، انسان امروزی صورت کوچک‌تری دارد.

### ساختار اسکلت بدن
حتی اسکلت بدن قدیمی‌ترین و قوی‌ترین انسان‌های امروزی نیز از استحکام کمتری نسبت به نئاندرتال‌ها (با توجه به اطلاعات کمی که از دنیسووانها داریم) برخوردار است. به خصوص در مورد استخوان‌های دور (زند زبرین/زند زیرین و درشت نی/نازک‌نی) تقریباً به یک اندازه یا کمی کوتاه‌تر از استخوان‌های نزدیک (بازو و ران) هستند. در انسان باستانی، به‌ویژه نئاندرتال‌ها، استخوان‌های دور کوتاه‌تر بودند و تصور می‌شود که دلیل آن سازگاری با آب و هوای سرد بوده‌است. همین ویژگی در برخی انسان‌های امروزی دیده شده‌است که در مناطق قطبی زندگی می‌کنند.
قد نئاندرتال‌ها و انسان از نظر آناتومیک امروزی مشابه است. میانگین قد نئاندرتال‌ها بین ۱۶۴ تا ۱۶۸ سانتی‌متر در نرها و ۱۵۲ تا ۱۵۶ سانتی‌متر در ماده‌ها است که تا همپوشانی بالایی با میانگین قد انسان معاصر قبل از صنعتی شدن دارد.